# Chrysotus vladimiri
Chrysotus vladimiri är en tvåvingeart som beskrevs av Negrobov och Maslova 1995. Chrysotus vladimiri ingår i släktet Chrysotus och familjen styltflugor. Inga underarter finns listade i Catalogue of Life.